# 希瑟·麦克德米德
希瑟·麦克德米德（英語：Heather McDermid，1968年10月17日—），加拿大女子赛艇运动员。她曾代表加拿大参加1996年和2000年夏季奥林匹克运动会赛艇比赛，获得一枚银牌和一枚铜牌。